# Нильсен, Якоб (математик)
Якоб Нильсен (Jakob Nielsen; 15 октября 1890, Мьелс, Альс — 3 августа 1959, Хельсингёр) — датский математик, известен своими работами по автоморфизмам поверхностей.

## Биография
Родился в деревне Мьелс на острове Альс в Северном Шлезвиге, в современной Дании. Его мать умерла, когда ему было 3 года, и в 1900 году он переехал жить к своей тете и был зачислен в Realgymnasium. В 1907 году он был исключен за членство в незаконном студенческом клубе. Тем не менее в 1908 году он поступил в Кильский университет.
Нильсен защитил докторскую диссертацию в 1913 году. Вскоре после этого он был призван в Императорский флот Германии, его направили в береговую оборону. В 1915 году в качестве военного советника турецкого правительства он был отправлен в Константинополь. После войны, весной 1919 года, Нильсен женился на Кароле фон Пиверлинг, она была немецким врачом.
В 1920 году Нильсен устроился в Технический университет Бреслау, и уже в следующем году он опубликовал статью в Mathematisk Tidsskrift, в которой доказал, что любая подгруппа конечно порожденной свободной группы свободна. В 1926 году Отто Шрайер обобщил этот результат, убрав условие конечности свободной группы. Этот результат теперь известен как теорема Нильсена — Шрайера. Также в 1921 году Нильсен перешел в Королевский ветеринарный и сельскохозяйственный университет в Копенгагене, где он проработал до 1925 года, затем перешёл в Технический университет в Копенгагене. Он также доказал теорему Дена — Нильсена о группах классов отображений.
Нильсен был пленарным спикером ICM в 1936 году в Осло.
Во время Второй мировой войны были предприняты некоторые попытки доставить Нильсена в Соединенные Штаты, так как опасались, что он подвергнется нападению со стороны нацистов. Фактически, Нильсен оставался в Дании во время войны, не подвергаясь преследованиям. В 1951 году Нильсен стал профессором математики в Копенгагенском университете, заняв должность, освобожденную по случаю смерти Харальда Бора. Он ушел с этой должности в 1955 году в связи с его международными обязательствами, в частности с ЮНЕСКО, где он работал в исполнительном совете с 1952 по 1958 год.